# Brazilië op de Olympische Jeugdwinterspelen 2012
Brazilië was een van de landen die deelnam aan de Olympische Jeugdwinterspelen 2012 in Innsbruck, Oostenrijk.

## Deelnemers en resultaten
(m) = mannen, (v) = vrouwen 

### Alpineskiën
| Olympiër      | Onderdeel        | Resultaat | Prestatie                           |
| ------------- | ---------------- | --------- | ----------------------------------- |
| Tobias Macedo | reuzenslalom (m) | 32e       | 2.07,57 (15,87) (1.06,51, 1.01,06)  |
| Tobias Macedo | slalom (m)       | 33e       | 1.45,59 (27.23) (56,45, 49,14)      |
| Eliza Nobre   | reuzenslalom (v) | 42e       | 2.24,30 (+28,17) (1.10,76, 1.13,54) |
| Eliza Nobre   | slalom (v)       | -         | - (-) (DSQ, -)                      |